# Pseudagrion hemicolon
Pseudagrion hemicolon är en trollsländeart. Pseudagrion hemicolon ingår i släktet Pseudagrion och familjen dammflicksländor. IUCN kategoriserar arten globalt som livskraftig.

## Underarter
Arten delas in i följande underarter:
- P. h. hemicolon
- P. h. leonense